# 롱타임노씨
《롱타임노씨》는 대한민국의 영화이다.

## 캐스팅
- 탁우석 : 나르는 칼 역
- 연승호 : 들개 역
- 김명환 : 흑장미파 두목 역
- 원태산 : 흑표범파 두목 역
- 라선영 : 들개 누나 역
- 이강한 : 어린 나르는 칼 역
- 권기하 : 일진 역
- 김성우 : 일진 역
- 권진우 : 게이바 사장 역
- 차은수 : 흑장미 조직원 역
- 조훈희 : 흑장미 조직원 역
- 안재현 : 흑장미 조직원 역
- 김광식 : 흑장미 조직원 역
- 황규찬 : 흑장미 조직원 역
- 최영환 : 흑표범 조직원 역
- 강호진 : 흑표범 조직원 역
- 임찬영 : 경호원 역
- 정성채 : 편의점 알바생 역
- 이선빈 : 편의점 알바생 역